# 27986 Гануш
27986 Гануш (27986 Hanuš) — астероїд головного поясу, відкритий 4 листопада 1997 року.
Тіссеранів параметр щодо Юпітера — 3,388.